# Periandra densiflora
Periandra densiflora är en ärtväxtart som beskrevs av George Bentham. Periandra densiflora ingår i släktet Periandra och familjen ärtväxter. Inga underarter finns listade i Catalogue of Life.